# Landes et forêts humides du Bas Bray de l'Oise
Landes et forêts humides du Bas Bray de l'Oise este o arie protejată (sit de importanță comunitară — SCI) din Franța întinsă pe o suprafață de 230 ha, integral pe uscat.

## Localizare
Centrul sitului Landes et forêts humides du Bas Bray de l'Oise este situat la coordonatele 49°27′19″N 1°49′46″E / 49.45528°N 1.82944°E.

## Înființare
Situl Landes et forêts humides du Bas Bray de l'Oise a fost declarat arie specială de conservare în baza directivei 92/43 din 1992 referitoare la conservarea habitatelor naturale și a faunei și florei sălbatice pentru a proteja 2 specii de animale.

## Biodiversitate
Situată în ecoregiunea atlantică, aria protejată conține 13 habitate naturale: Pajiști umede nord-atlantice cu Erica tetralix, Formațiuni ierboase bogate în specii de Nardus, dezvoltate pe substraturi silicioase în zone montane (și în zone submontane, în Europa continentală), Pajiști cu Molinia pe soluri calcaroase, turboase sau argilos-nămoloase (Molinion caeruleae), Păduri acidofile de stejar bătrân cu Quercus robur pe câmpii nisipoase, Ape stătătoare oligotrofe până la mezotrofe, cu vegetație de Littorelletea uniflorae și/sau de Isoëto-Nanojuncetea, Turbării active, Păduri de fag acidofile atlantice, cu subarboret de Ilex și, uneori, de asemenea, Taxus, la nivelul arbuștilor (Quercion robori-petraeae sau Ilici-Fagenion), Păduri de fag Asperulo-Fagetum, Păduri de stejar sau de stejar și carpen sub-atlantice și medio-europene de Carpinion betuli, Păduri aluvionare cu Alnus glutinosa și Fraxinus excelsior (Alno-Padion, Alnion incanae, Salicion albae), Mlaștini împădurite, Liziere de ierburi înalte hidrofile de câmpie și de nivel montan până la alpin, Mlaștini turboase de tranziție și turbării mișcătoare.
La baza desemnării sitului se află mai multe specii protejate:
- amfibieni (1): triton cu creastă (Triturus cristatus)
- nevertebrate (1): Vertigo moulinsiana

Pe lângă speciile protejate, pe teritoriul sitului au mai fost identificate 44 de specii de plante, 15 specii de păsări, 1 specie de amfibieni, 7 specii de mamifere, 22 de specii de nevertebrate, 1 specie de reptile.